# أنطون فان دالي
أنطون فان دالي هو طبيب هولندي، ولد في 8 نوفمبر 1638 في هارلم في هولندا، وتوفي بنفس المكان في 28 نوفمبر 1708.